# Aeolesthes indicola
Aeolesthes indicola är en skalbaggsart som först beskrevs av Bates 1891.  Aeolesthes indicola ingår i släktet Aeolesthes och familjen långhorningar.
Artens utbredningsområde är:
- Afghanistan.
- Nepal.

Inga underarter finns listade i Catalogue of Life.